# Игор Бурзановић
Игор Бурзановић (Титоград, 25. август 1985) је бивши црногорски фудбалер. Играо је на позицији офанзивног везног играча. Тренутно је тренер Забјела.

## Клупска каријера

### Будућност
Прошао је целу омладинску школу подгоричке Будућности а касније постао стандардан првотимац овог клуба. Као капитен је предводио Будућност до титуле омладинског шампиона СР Југославије 2002, а 2006. је водио Подгоричане до јесење титуле шампиона Црне Горе у премијерној сезони, са тренером Миодрагом Божовићем на клупи, и био најбољи стрелац јесени. Проглашен је за најбољег играча Црне Горе 2004. године.

### Црвена звезда
Бурзановић је у јануару 2007. године потписао за Црвену звезду. На дебију за Звезду је постигао гол против Бежаније (1:1) у 17. колу шампионата – 18. фебруара 2007, када је ушао са клупе на почетку пролећне полусезоне, и обележио меч. Заменио је Тришовића у 31. минуту и одмах на дебију постигао изједначујући, феноменалан, ефектан гол у 53. минуту, што му је, уз пар сјајних потеза, донело епитет играча утакмице.
Након тога је био стрелац против Партизана (2:4). Брзо је постао један од најзначајнијих играча у екипи, а истицао се дриблинзима и добром пас игром, па се надимак од навијача из Подгорице преселио у Београд – “Бурзо Марадона“. Посебно је био инспирисан у дербијима против „вечитог ривала“, против кога је на 5 утакмица био стрелац 4 пута. Тако је на 130. вечитом дербију постигао погодак у 19. минуту, Звезда је на крају славила са 2:1 и три кола пре краја обезбедила 25. шампионску титулу. Креатор игре тима из Љутице Богдана на 13 мечева постигао је три гола у одбрани титуле током пролећа 2007. године. Одиграо је и два меча у походу на трофеј у Купу, а у финалу је ушао у игру од 55. минута у тријумфу над Војводином (2:0). На тај начин су црвено-бели стигли до 10. дупле круне у клупској историји.
У покушају да се домогне групне фазе Лиге шампиона, Звезда се мучила против Левадије у Талину. У поразу од 1:2, Бурзановић је постигао гол који је одвео Црвену звезду у последњу рунду квалификација, јер је први меч у Београду добијен са 1:0. Ипак, против Глазгов Ренџерса није био у тиму, а екипа Милорада Косановића је пропустила прилику да стигне до елитног такмичења.
У сезони 2007/08. Бурзановић је у првенству Србије на 25 утакмица постигао осам голова. Против Војводине се два пута уписао у стрелце у убедљивој победи од 5:1, а поново је погодио мрежу Партизана у 133. вечитом дербију (1:1). Против црно-белих је био стрелац и у полуфиналу Купа (2:3). Титула је измакла због великог броја нерешених резултата, иако Звезда није доживела пораз, по чему је била јединствена у Европи.
Наредне сезоне Бурзановић је изгубио место у стартној постави. Углавном је улазио са клупе одигравши 12 лигашких мечева, док је једини гол постигао у квалификацијама Купа УЕФА против кипарског АПОЕЛ-а (2:2), од кога је београдски тим и елиминисан на старту такмичења после још једног ремија, али на домаћем терену (3:3).

### Каснија каријера
Други део сезоне 2008/09. одиграо је у подгоричкој Будућности. На 15 утакмица у црногорској лиги постигао је 10 голова.
Бурзановић је у јулу 2009. године прешао у јапанску Нагоју, у чијем дресу је на 62 утакмице забележио 10 погодака у јапанској Џеј лиги, и освојио историјску, прву титулу шампиона Јапана, на челу са Драганом Стојковићем – Пиксијем на клупи. Почетком друге сезоне доживео је тешку повреду, покидао је лигаменте и одсуствовао девет месеци. Повреда је оставила трага, па је раскинуо уговор са Нагојом.
Поново се вратио у Будућност, где је у 2013. години на 12 утакмица уписао два поготка, а током 2014. носио је дрес казахстанског Иртиша, где је у 26 сусрета четири пута затресао мрежу. У јануару 2015. године постао је члан кинеског Хунана, где је остварио учинак од три гола на 27 одиграних утакмица, а затим се још једном вратио у подгоричку Будућност и у другом делу сезоне 2015/16. уписао пет одиграних утакмица и један постигнут гол у шампионату.
При крају каријере је играо за Петровац и Искру.

## Репрезентација
Играо је за селекцију Југославије до 17 година на Европском првенству 2002. године, а био је и члан младе репрезентације Србије и Црне Горе, за коју је наступао на Европском првенству 2006. године.
За репрезентацију Црне Горе је од 2007. до 2009. године у осам утакмица постигао два гола. Дебитовао је 24. марта 2007. године на премијерном мечу против Мађарске и био стрелац одлучујућег гола са беле тачке, 2:1. Други погодак је постигао против Норвешке.

## Приватни живот
Његова рођена браћа Горан и Марко су такође фудбалери.

## Трофеји

### Будућност
- Републички Куп Црне Горе (1) : 2003/04.[15]

### Црвена звезда
- Суперлига Србије (1) : 2006/07.
- Куп Србије (1) : 2006/07.

### Нагоја
- Џеј 1 лига (1) : 2010.
- Суперкуп Јапана (1) : 2011.